# Live in South America
Live in South America es el primer concierto en vídeo de A-ha, grabado durante la gira en Sudamérica del álbum East of the Sun, West of the Moon entre el 17 de mayo y el 16 de junio de 1991 ofreciendo conciertos en Brasil, Chile y Argentina. No se trata de un único concierto, sino que el metraje es una mezcla de diferentes actuaciones y del backstage de la banda a lo largo de la gira.
Fue lanzado originalmente el 3 de abril de 1993 por Warner Music Vision en VHS (PAL/SECAM/NTSC) en Europa, Brasil y Corea del Sur y en Japón en los formatos VHS y LaserDisc. El metraje fue remasterizado y editado por primera vez en DVD por Rhino Entertainment e incluido en la edición Deluxe del álbum East of the Sun, West of the Moon, lanzado el 23 de octubre de 2015.

## Lista de canciones
1. "The Sun Always Shines on T.V." (Pål Waaktaar).
2. "Cry Wolf" (Pål Waaktaar/Magne Furuholmen).
3. "I Call Your Name" (Pål Waaktaar/Magne Furuholmen).
4. "Slender Frame" (Pål Waaktaar/Magne Furuholmen).
5. "Touchy!" (Pål Waaktaar/Magne Furuholmen/Morten Harket).
6. "Scoundrel Days" (Pål Waaktaar/Magne Furuholmen).
7. "Rolling Thunder" (Pål Waaktaar/Magne Furuholmen).
8. "I've Been Losing You" (Pål Waaktaar).
9. "Early Morning" (Pål Waaktaar/Magne Furuholmen).
10. "Take on Me" (Pål Waaktaar/Magne Furuholmen/Morten Harket).

- Los créditos finales incluyen una versión instrumental de la canción "Angel in the Snow" (Pål Waaktaar) del álbum Memorial Beach (1993).

## Realización[4]
a-ha:
- Morten Harket: voz.
- Magne Furuholmen: teclados.
- Pål Waaktaar: guitarras.

Músicos adicionales:
- Jørum Bøgeberg: bajo.
- Per Hillestad: batería.
- Sigurd Køhn: saxofón.

Producido, dirigido y grabado por Lauren Savoy. Productor Ejecutivo: Ray Still.
Asistente de cámara: Erik Nygaard.
Editado por Bruce Ashley y Lauren Savoy.
Ayudantes: Michael Ellis y Stephen Garrett.
Fragmentos del metraje adicional "A-ha en vivo" proporcionados por Canal 13 (Chile).
Todas las canciones mezcladas por Jamey Staub y Michael Cyr (segundo ingeniero) en Green St. Recording (Nueva York).
Diseño de la carátula del VHS/Laserdisc por Shoot That Tiger!